# Карамалка
Карамалка (Амгатка, овр. Тюбяк; тат. Карамалы) — река в Татарстане. Правый приток Волги.

## География
Длина реки — 31 км, площадь водосборного бассейна — 204 км².
Протекает по Камско-Устьинскому району. Исток находится в овраге Тюбяк на южных склонах Богородских гор вблизи села Антоновка. Впадает в Куйбышевское водохранилище в 4 км к югу от центра посёлка Камское Устье на высоте 53 метра над уровнем моря.
В верхнем течении носит название Алгама. Крупнейшие притоки: Баргузинка (пр), Карамалка (лев).
Крупнейшие населённые пункты на реке: отдалённая часть посёлка Камское Устье, сёла Большие- и Малые Салтыки.

## Этимология
Название происходит от татарского слова карама (вяз, вязовый). Такое название имеют много рек и сел в регионе (встречаются варианты Карамала, Карамалка).

## Характеристика
Кармалка имеет 10 притоков длиной от 1 до 6 км. Густота речной сети бассейна реки составляет 0,33 км/км², 7 % его территории покрыто лесом.
Характер водного питания смешанный, в основном снегового типа. Модуль подземного питания 0,1-0,25 л/с км². Гидрологический режим характеризуется высоким половодьем с интенсивным поднятием уровня воды; в межень река пересыхает. Слой стока половодья 50 мм. Весеннее половодье начинается обычно в конце марта — начале апреля. Замерзает в 1-й декаде ноября.
Вода умеренно жёсткая (3-6 мг-экв/л) весной и жёсткая (6-9 мг-экв/л) зимой и летом. Общая минерализация 200—300 мг/л весной и 500—700 мг/л зимой и летом.

## Данные водного реестра
По данным государственного водного реестра России относится к Нижневолжскому бассейновому округу, водохозяйственный участок реки — Куйбышевского водохранилища от посёлка городского типа Камское Устье до Куйбышевского гидроузла, без реки Большой Черемшан. Речной бассейн реки — Волга от верхнего Куйбышевского водохранилища до впадения в Каспий.
Код объекта в государственном водном реестре — 11010000512112100004512.